# Mezzenile
Mezzenile là một đô thị ở tỉnh Torino trong vùng Piedmont, có vị trí cách khoảng 35 km về phía tây bắc của Torino, nước Ý. Tính đến thời điểm ngày 31/12/2004, đô thị này có dân số 897 người và diện tích là 28,9 km².
Mezzenile giáp các đô thị: Ceres, Ala di Stura, Pessinetto, Traves, Viù, và Lemie.